# خودشیفتگی سالم

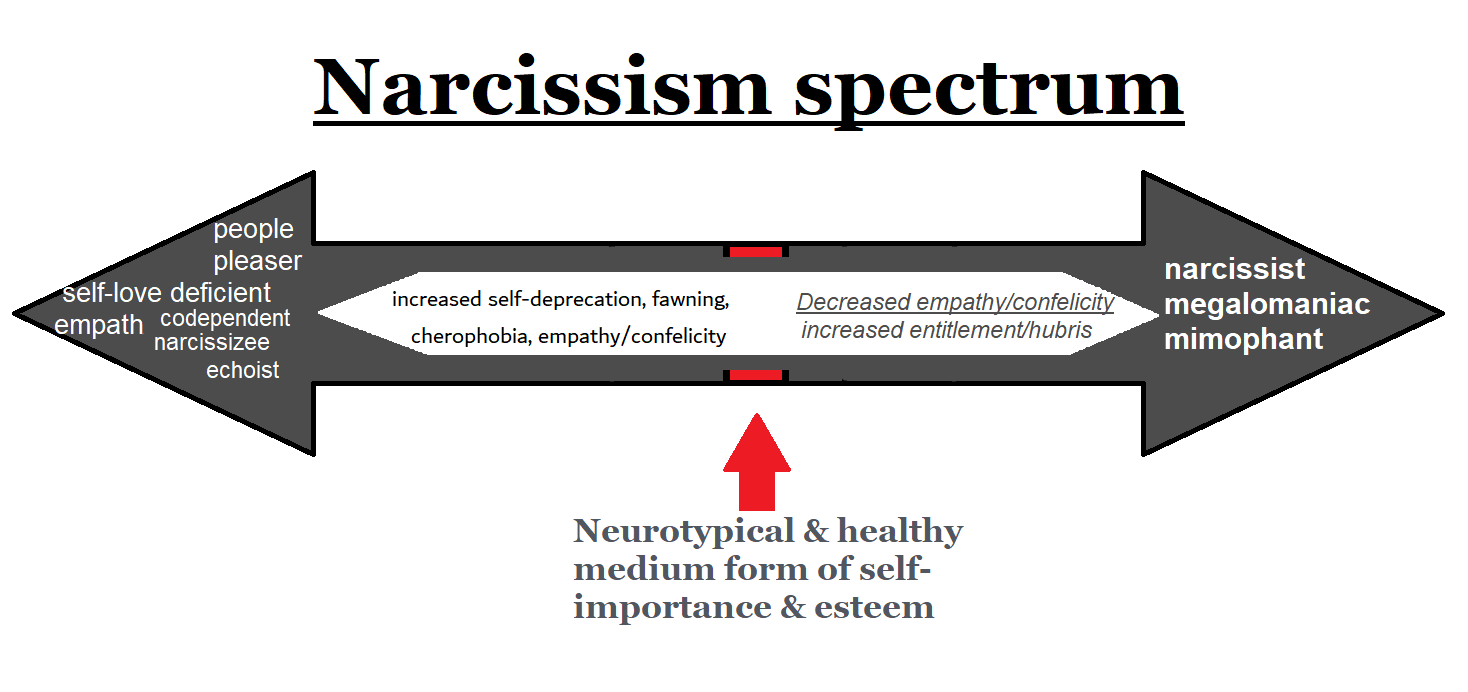
تداوم خودشیفتگی

خودشیفتگی سالم (به انگلیسی: Healthy narcissism)، دارا بودن ویژگی عزت و اعتماد به نفس واقعی است بی آن‌که از جنبه‌های مشترک عاطفی زندگی گسسته شده‌باشد؛ آن‌گونه که خودشیفتگی ناسالم تمایل دارد.:
مفهوم خودشیفتگی سالم؛ با ریشه در سنت وابسته به روانکاوی، به آرامی پیشرفت کرد و در اواخر سدهٔ بیستم به محبوبیت رسید.

## فروید و خودشیفتگی سالم
فروید خودشیفتگی را به عنوان عضوی طبیعی بخشی از خوی انسان می‌داند که به افراط کشیده شده، از برقراری روابط عادی با دیگران جلوگیری می‌کند.: 21  در حالی‌که فروید خودشیفتگی سالم را برای افراد عادی می‌دانست، او برای مفهوم خودشیفتگی سالم تعریفی ارائه نداد.: 105 : 
در دهه ۱۹۳۰، اینپاول فدرن بود که مفهومی را برای پوشش مناسب احساس «شیفتگی به خود» ارائه کرد،: 104 and 5  اما در دهه ۱۹۷۰ در کارهای اوتو کرانبرگ و هاینتس کوهوت بود که این ایده به پیش رانده شد.: 104 and 5  کوهوت درباره یک «نارسیسیسم عادی» در کودک و حق طبیعی «خودشیفتگی» سخن گفت؛ و معتقد بود که اگر نیازهای اولیه بتوانند به اندازه کافی برآورده شوند، فرد به آنچه که او "شکل بالغ خودپسندی" و اعتماد به نفس مثبت" خواند؛ خودشیفتگی سالم است.